# Élection présidentielle américaine de 1992 au Nevada
L'élection présidentielle américaine de 1992 au Nevada a lieu le 3 novembre 1992 comme dans les 49 autres États qui composent les États-Unis ainsi que le district de Columbia. Les électeurs orégonais choisissent des grands électeurs pour les représenter dans le collège électoral à travers un vote populaire. Le Nevada dispose en 1992 de 4 grands électeurs. L'État donne l'ensemble de ses grands électeurs au candidat du Parti démocrate, le gouverneur de l'Arkansas Bill Clinton. 
Le candidat vainqueur de ce scrutin dans tout le pays sera également Clinton, qui occupera la présidence des États-Unis du 20 janvier 1993 au 20 janvier 2001, ayant été réélu en 1996. 